# Adalberto (vescovo di Arezzo)
Adalberto (... – XI secolo) è stato un arcivescovo italiano, quarantaduesimo vescovo della diocesi di Arezzo, adesso parte della diocesi di Arezzo-Cortona-Sansepolcro.
Resse la diocesi fra il 1014 e il 1023. Fu trasferito da papa Benedetto VIII ad Arezzo da Ravenna, dove aveva usurpato il seggio arcivescovile.
Ad Arezzo, Adalberto fu uno dei principali artefici dell'arricchimento architettonico dell'area della cattedrale, allora situata sul colle del Pionta. Invio l'architetto Maginardo a Ravenna perché potesse imparare lo stile in uso in quella città e lo incaricò di realizzare un tempio a San Donato nel luogo della tomba del santo, dove, probabilmente, esisteva un piccolo oratorio attribuito a Gelasio, il vescovo successore di San Donato stesso.